# دفورا عومر
دفورا عومر (بالعبرية: דבורה עומר‏) «موسنزيون» (9اكتوبر 1932 - 2مايو 2013)كاتبة للاطفال والشباب .حصلت على جوائز كثيرة نتاج أعمالها منها جائزة إسرائيل لعام 2006.دفورا عومر